# Antonio Bonfini

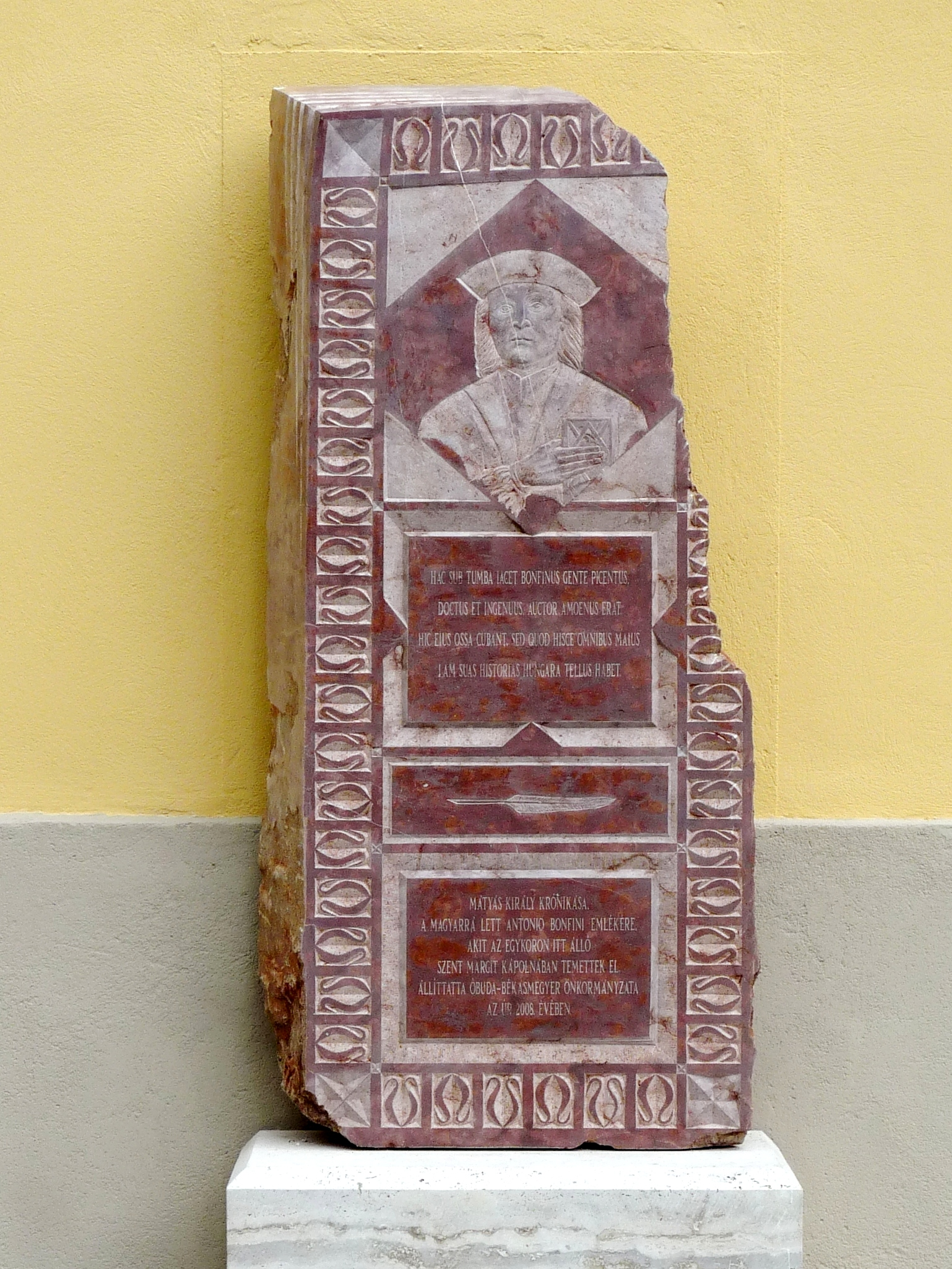
Gedenkstein für Antonio Bonfini in der Peter-und-Paul-Kirche in der Altstadt von Óbuda

Antonio Bonfini (* 1427 in Patrignone; † 1502 in Buda) war ein italienischer Humanist und Historiker. 

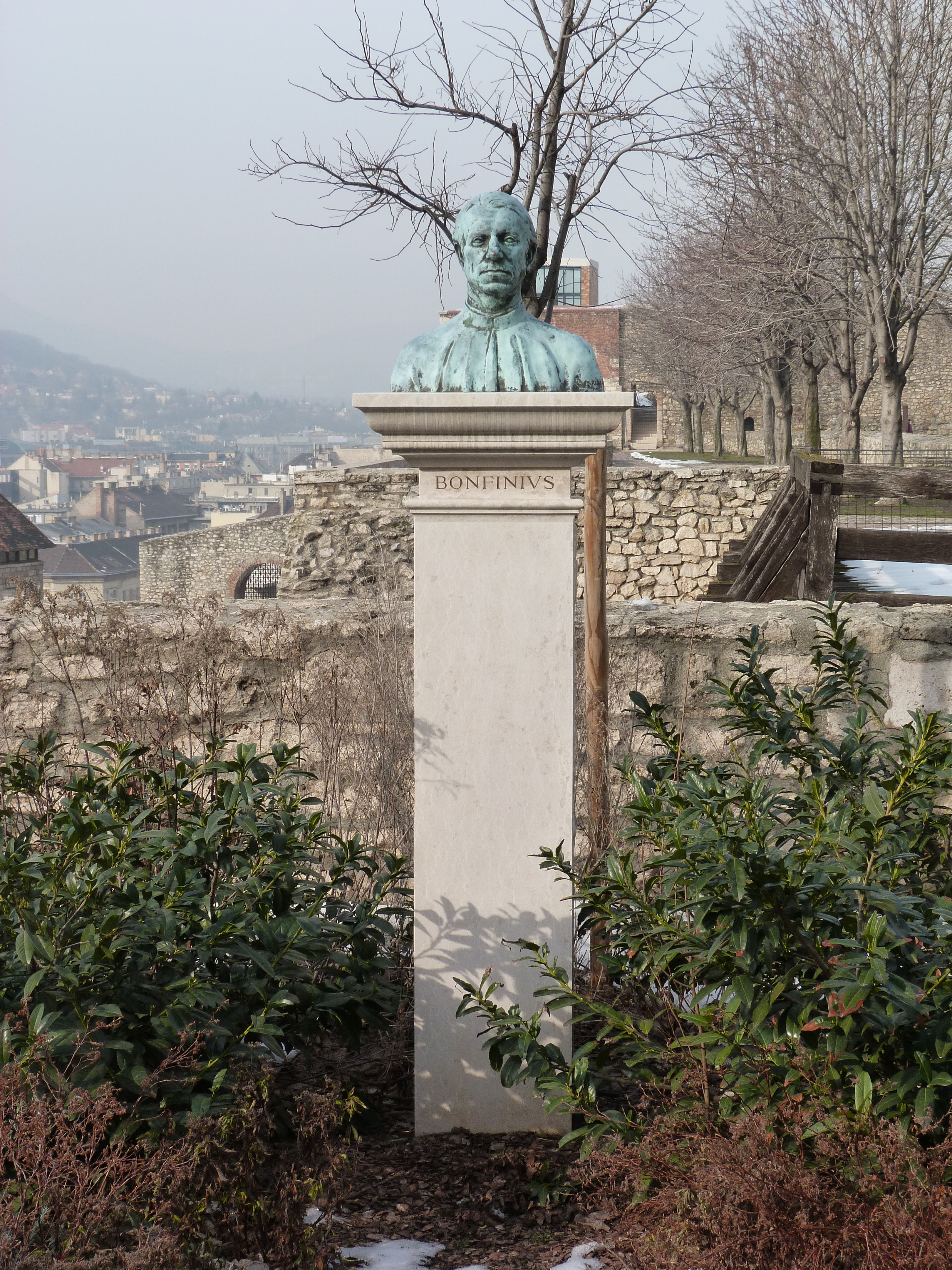
Büste von Antonio Bonfini in Budapest

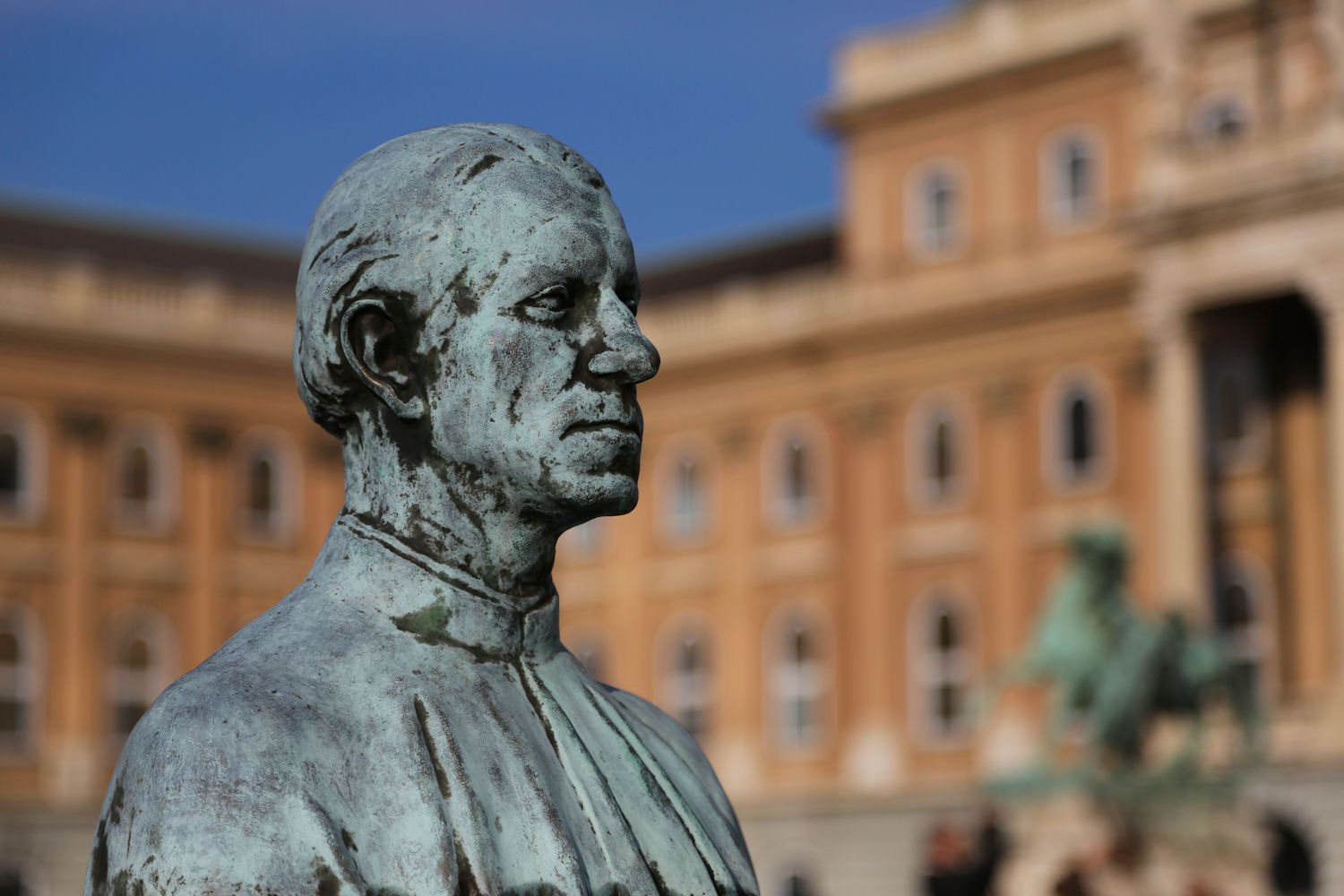
Büste von Antonio Bonfini in Budapest

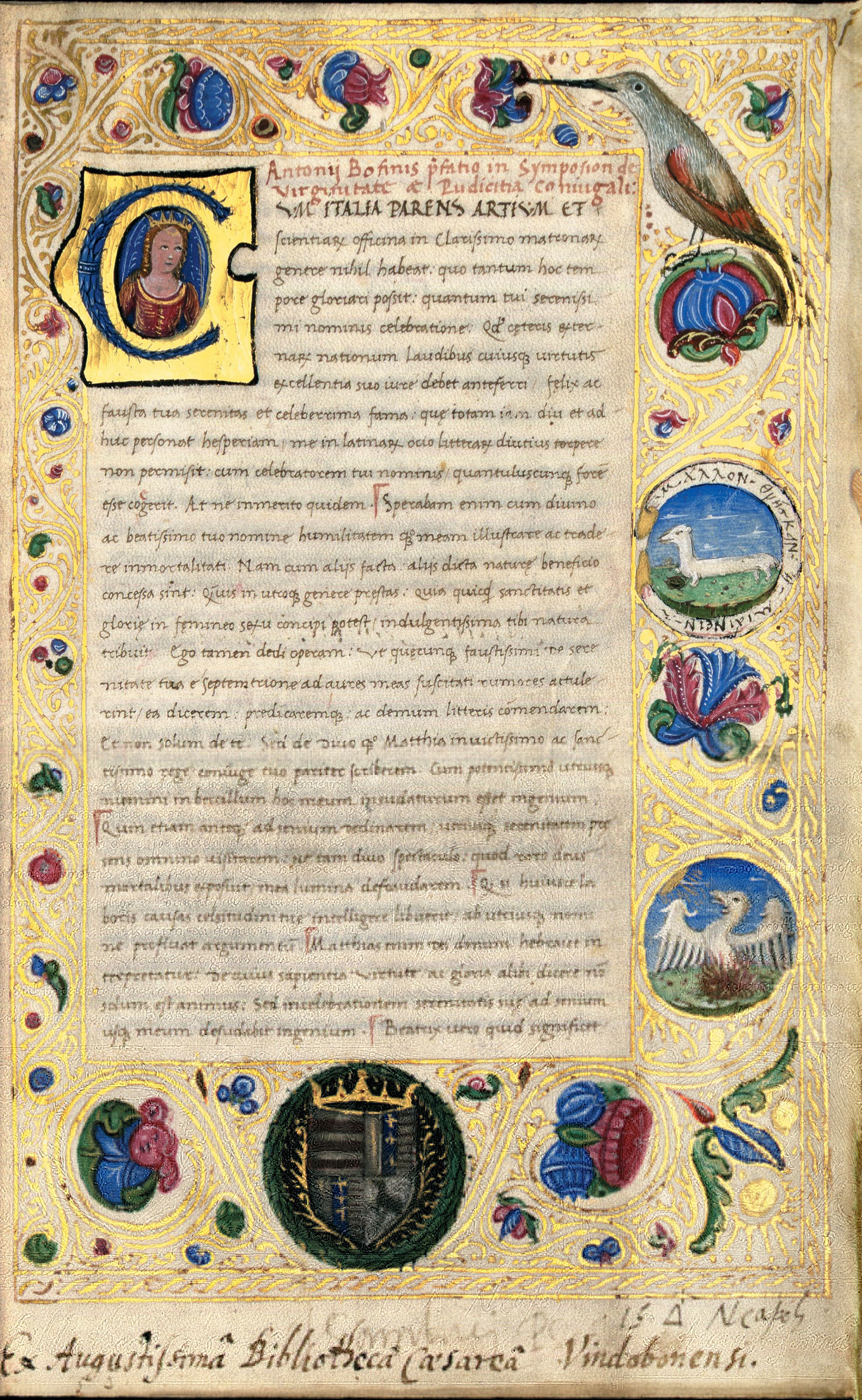
Seite aus Symposion sive de virginitate et pudicitia coniugali

Sein bekanntestes Werk ist Rerum Ungaricarum decades. Erwähnt als Bonfinius, de Bonfinis, Antonius Bonfinius Ascolanensis, Antonium de Asculo und Antonio Bonfine, war er als Hofhistoriker des Königs von Ungarn und Böhmen Matthias Corvinus bekannt. Er zeichnete sich unter den großen Persönlichkeiten der ungarischen Renaissance und als Vorläufer der literarischen Bewegung des Risorgimento des ungarischen Landes aus.
Tommaso Bozio hat ihn als einen der bedeutendsten katholischen Historiker bezeichnet.
Die Stadt Ascoli Piceno hat einen Platz im historischen Zentrum nach ihm benannt und im Garten des Palazzo dell’Arengo befindet sich seine Bronzebüste. Ein Asteroid wurde 2021 nach Antonio Bonfini benannt: (545167) Bonfini.

## Biografie
Seit langem gibt es Kontroversen über den genauen Geburtsort des Humanisten. Einige Historiker haben ihn mit der Stadt Ascoli Piceno identifiziert und andere, wie Giulio Amadio, im kleinen Dorf Patrignone. István Dávid Lázár, Dozent an der Universität Szeged in Ungarn, hat die Archive und Bibliotheken von Ascoli gründlich durchsucht und erklärt, dass der Historiker sicherlich in Patrignone geboren wurde und in der Stadt Ascoli aufgewachsen ist.
Von seiner Herkunftsfamilie ist wenig bekannt, sein Vater Francesco di Achille Bonfini aus dem Dorf Patrignone zog schon als Kind in die Stadt Ascoli Piceno. Es gibt Informationen über Leben und Werk seines Bruders Matteo, ebenfalls Humanist und Grammatiker, der in Ascoli, Ancona und Rom lehrte, wo er auch Sekretär von Kardinal Raffaele Riario war.
Antonio Bonfini ist in der Stadt Piceno aufgewachsen, hat hier studiert und auch die Staatsbürgerschaft erlangt. In vielen seiner Schriften erklärte er sich selbst zum Bürger von Ascoli. Er war Schüler des Philologen und Humanisten Enoch d’Ascoli und zeichnete sich durch das Studium der lateinischen und griechischen Schriften als aufmerksamer und profunder Kenner aus. Er lehrte von 1463 bis 1472 in den öffentlichen Schulen von Ascoli und zwischen 1473 und 1478 in denen von Recanati. Er arbeitete auch als Privatlehrer für wohlhabende Familien. 
1456 heiratete er Seine Gattin Spina, Tochter des Capitano und Gonfaloniere der ascolaner Patrizier Marino della Rocca. Aus dieser Ehe gingen folgende Kinder hervor: Francesco, Achille, Muzio, Giulio und seine langlebige Tochter Francesca Ventidia, die im Alter von 115 Jahren als Benediktinerin im Kloster Sant’Egidio in der Stadt Ascoli starb. Der Sohn Francesco folgte seinem Vater während seines ungarischen Aufenthaltes, war Kammerarzt von Papst Clemens VII. und lehrte Therapeutik an den Universitäten von Bologna und Perugia. 
Bonfini wurde von Königin Beatrix von Aragón nach Ungarn gerufen. Die Königin traf ihn bei einem Besuch im Heiligtum von Loreto. Nach dem Umzug in das heutige Budapest trug er zusammen mit anderen am Hof anwesenden italienischen Schriftstellern zur Entstehung der ungarischen Renaissancekultur bei und übernahm hier den Titel des Hofhistorikers des Königs. Matthias Corvinus behielt ihn auch als Lehrer der Königin Beatrix bei sich. Der Titel des Historikers wurde auch von Vladislav II. von Böhmen, dem Nachfolger Corvinus, beibehalten, der Bonfini die ihm von seinem Vorgänger anvertraute Kommission zur Geschichte Ungarns bestätigte. Der Humanist vollendete sein auf Lateinisch geschriebenes Werk 1495. Ladislaus II. verlieh ihm am 10. Oktober 1492 ebenfalls Preise und Ehrungen. Er ernannte ihn zu einem edlen Paladin, verlieh ihm den erblichen Ehrentitel, zeichnete ihn mit den Königlichen Insignien aus und gewährte ihm das Privileg, den Böhmischen Löwen in sein Wappen aufzunehmen.
Er starb im Alter von 75 Jahren an den Folgen eines im Jahr 1502 erlittenen Schlaganfalls, als er sich entschlossen hatte nach Italien zurückzukehren. Seine Leiche wurde in Buda in der Kirche Santa Margherita begraben. Anlässlich des 500. Jahrestages seiner Geburt errichteten die Ungarn eine ihm gewidmete Statue und stellten sie in die Burg von Budapest.

## Werke
Er war Autor von Gebeten, Übersetzungen ins Lateinische und literarischen Werken. Er zeichnete sich vor allem als Historiker aus.
Unter seinen Schriften:
- Rerum Ungaricarum decades, auf Lateinisch und nach dem livianischen Modell unterteilt. In dieser Arbeit beschrieb Bonfini die Ursprünge und die Geschichte des ungarischen Volkes. (Online-Version).
- Symposion sive de virginitate et pudicitia coniugali, (De virginitati et pudicitia coniugali) Werk aus fünf Büchern, gewidmet Königin Beatrix.
- Trattato di Architettura von Antonio Averlino genannt Filarete, übersetzt aus der Landessprache ins Lateinische.
- Historiae von Herodian, Übersetzung aus dem Griechischen ins Lateinische.
- Historia Asculana. Er war der erste Historiker, der sich mit der Abfassung eines Textes befasste, der der Vertiefung der Heimaterinnerungen und der Kultur der Stadt Ascoli gewidmet war, in der er aufgewachsen war. Das Buch, das wahrscheinlich vor seiner Abreise nach Ungarn begann, widmete es Beatrix von Aragon, aber es war bereits zur Zeit von Sebastiano Andreantonelli im 17. Jahrhundert verloren gegangen und bisher nicht gefunden worden.